# Can Morató (Llagostera)
|  | Per a altres significats, vegeu «jaciment de Can Morató». |

Can Morató és un mas al veïnat de Penedes adscrit administrativament al municipi de Llagostera. És un edifici de planta rectangular amb parets portants de pedra morterada catalogat a l'Inventari del Patrimoni Arquitectònic de Catalunya. Coberta de teula a dos vessants. La façana principal presenta grans obertures amb llinda de pedra horitzontal i les finestres del primer pis també, amb carreus de pedra i rapissa emmotllurada. Destaca la gran galeria que hi ha a la planta de les golfes amb arcuacions semicirculars. També es conserva un rellotge a la façana.

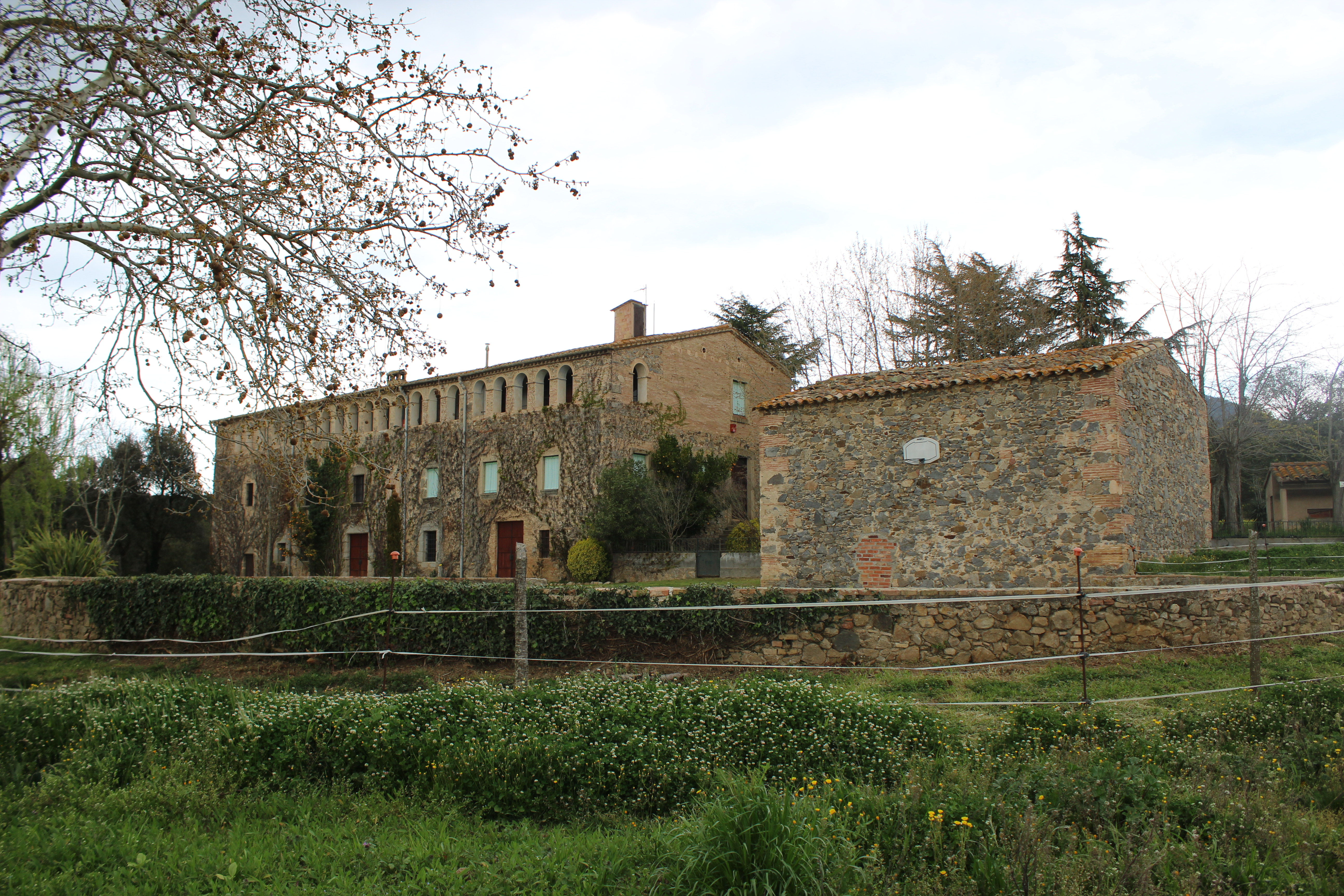
Des del davant de l'era de Can Morató de Llagosetera

És un clar exemple de l'evolució del mas català com a resultat de l'enfortiment econòmic dels propietaris durant el segle XVIII. A diferència d'altres cossos, el mas es conserva en la seva forma primitiva i es realitzen construccions annexes, aquí es reformà totalment l'edifici tot dotant-li d'una nova unitat formal exterior.